# Giovanni Monti
Giovanni Monti (Fratta Polesine, 16 gennaio 1900 – Desenzano del Garda, 2 agosto 1931) è stato un calciatore e aviatore italiano.
Fu uno dei piloti della Regia Aeronautica assegnati al Reparto Sperimentale Alta Velocità con base a Desenzano del Garda.

## Biografia
Nacque a Fratta Polesine il 16 gennaio 1900 in una delle famiglie economicamente più agiate del periodo, famiglia che aveva radici nei moti Carbonari della Fratta, primo esempio di repressione da parte austriaca delle aspirazioni alla libertà e all'emancipazione nazionale. Fin dai primi anni d'età il giovane Giovanni mostrò un interesse per lo sport che si concretizzò nella pratica di diverse discipline, tra le quali il ciclismo, partecipando alle attività della locale società sportiva Veloce Club fondata intorno al 1905, ed il calcio tanto da essere ricordato nel secondo campo sportivo comunale di Padova, al quale fu intitolato.
Nel 1918, parte volontario per la prima guerra mondiale durante la quale consegue il brevetto di pilota e dando prova delle sue qualità riuscendo in breve tempo a raggiungere il grado di capitano.

### Calciatore
Dal 1919 al 1930 giocò per il Padova 176 partite segnando 51 gol. A lui è stato intitolato il velodromo e campo da calcio in via Carducci di Padova, città che lo vide calciatore con la maglia biancoscudati prima del passaggio allo Stadio Appiani.

### Il Reparto Sperimentale Alta Velocità
Giovanni Monti apparteneva al primo gruppo di piloti scelti per la Scuola Alta Velocità di Desenzano alla sua costituzione all'inizio del 1928.
Per la gara della Coppa Schneider di Calshot, gli venne assegnato il Macchi M.67, matricola MM105 e numero di gara 10. Monti fu costretto al ritiro per la rottura di una tubazione del circuito di raffreddamento motore. Lo stesso Monti riportò alcune scottature dovute alle perdite d'acqua. L'aereo del Monti, numero di gara 10, è oggi esposto al Museo storico dell'Aeronautica Militare di Vigna di Valle, unico Macchi M.67 esistente.
Il 16 luglio 1931 effettuò il primo volo del Macchi-Castoldi M.C.72, giunto a Desenzano il 12 giugno precedente. Effettuò successivamente altri voli di prova, senza mai raggiungere la velocità massima, a causa dei ritorni di fiamma, prima del fatale 2 agosto 1931, quando l'aereo si inabissò nel lago di Garda e il pilota perse la vita. L'incidente, con l'ala che toccò l'acqua con una virata di quasi 90º, fu probabilmente dovuto ad una rottura del sistema di trasmissione coassiale delle due eliche controrotanti.

### Le esequie
La notizia scosse l'opinione pubblica tanto che al suo funerale accorsero, oltre che le autorità militari della Regia Aeronautica e del Regio Esercito, anche moltissime persone e rappresentanti del mondo culturale.

## Vita privata
Aveva due fratelli, Alessandro Monti o Monti I e Feliciano Monti o Monti III entrambi calciatori. Per questo era conosciuto anche come Monti II.

## Riconoscimenti

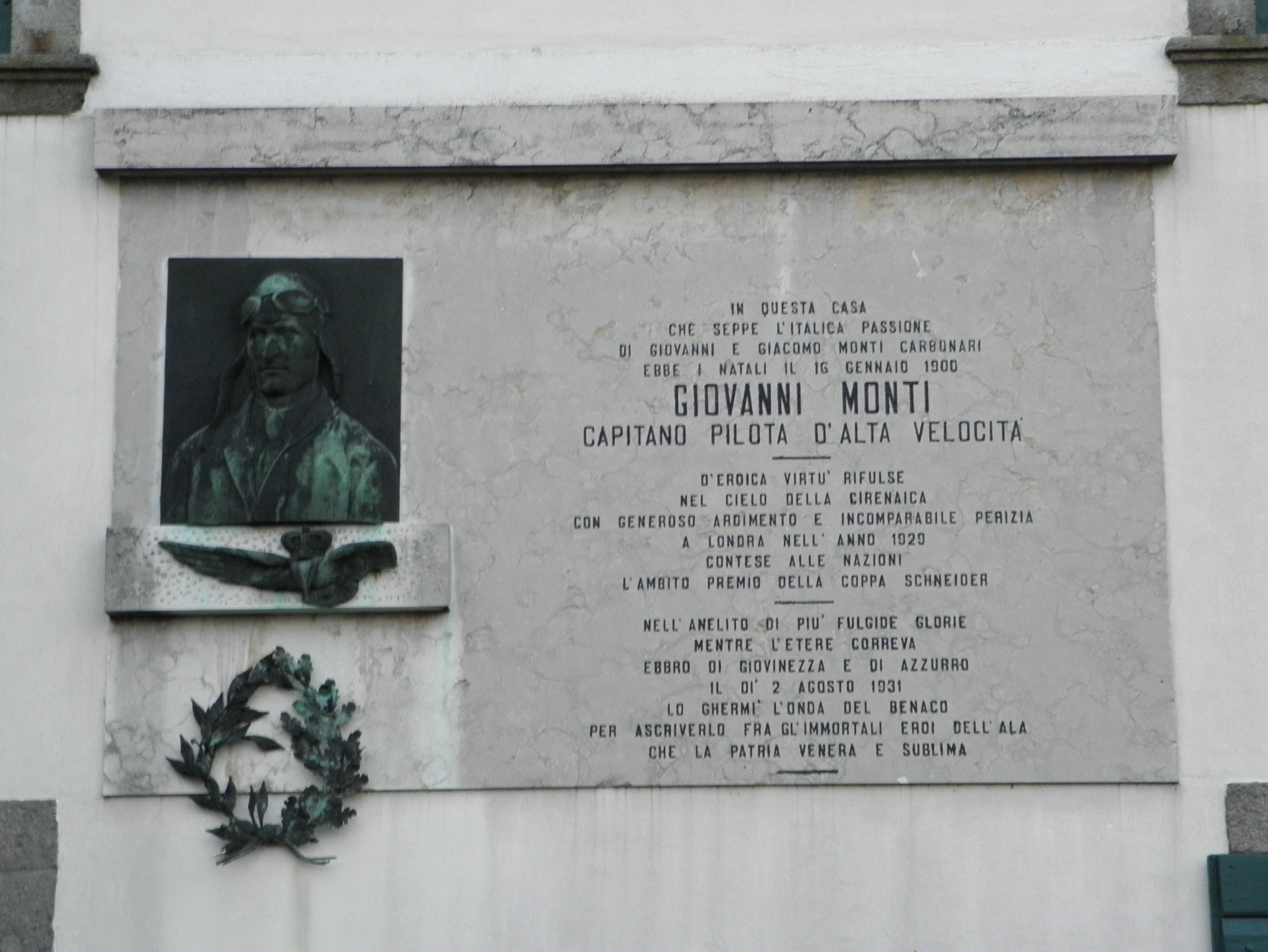
La Lapide presente sulla facciata di Palazzo Monti a Fratta Polesine.

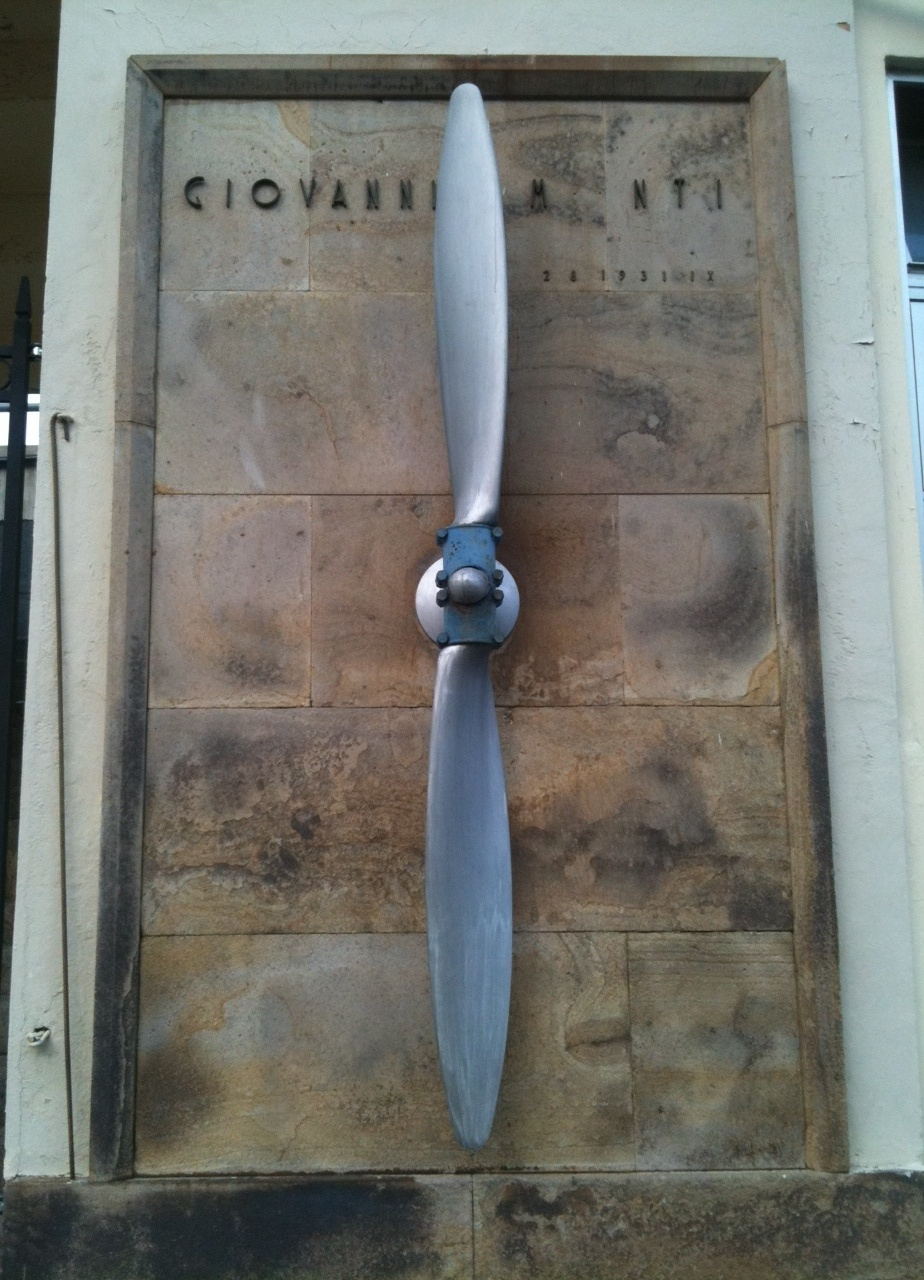
Monumento presente al Velodromo Giovanni Monti a Padova.

Sulla facciata del Palazzo Lippomanno Monti (ora Viaro) venne eretto un busto in bronzo, opera dello scultore Servilio Rizzato, e posta una lapide che recita la seguente elegia:
che seppe la passione di Giovanni e Giacomo Monti

carbonari

ebbe i natali il 16 gennaio 1900 Giovanni Monti

Capitano Pilota d'Alta Velocità

di eroica virtù rifulse nel cielo di Cirenaica

con generoso ardimento e incomparabile perizia

a Londra nell'Anno 1929

contese alle nazioni l'ambito premio della Coppa Schneider

nell'anelito di più fulgide glorie

mentre l'etere correva ardentemente di giovinezza

il 2 agosto 1931

lo ghermì l'onda del Benaco

per ascriverlo fra gli immortali eroi dell'aria

che la Patria venera e sublima.»

### Pubblicazioni
- Alessandro Rao, Reparto Sperimentale Alta Velocità, in Aeronautica, Nr.2, Roma, Associazione Arma Aeronautica (AAA), Febbraio 2009 (Anno LIV), ISSN 0391-7630 (WC · ACNP).